# 錢允鯨
錢允鯨（？—？），字長卿，號抱冲，浙江桐鄉人。明朝政治人物，同進士出身。祖父錢貢，进士，官大理寺少卿。

## 生平
允鯨於萬曆三十一年（1603年）癸卯科順天鄉試舉人，天啟二年（1622年）中進士，授保寧府推官，四年本省同考，七年升礼部主客司主事。崇祯元年考选，授南京兵科給事中，三年升湖广参议，為人敢言直諫，曾劾大臣周延儒，權貴側目，遂于崇祯四年降职罷官。崇禎八年补山东布政司照磨，十年（1637年）溫體仁被劾去官，錢允鯨升官都察院经历，十一年升礼部儀制司员外，升郎中，十二年升湖广参议，改广西左江道。正值李自成等農民起義，朝廷推行招撫政策，允鯨因持論忤督帥楊嗣昌，十四年京察，乞歸。

## 家族
有子錢汝邁，為生員；孫女錢氏嫁予浙西六家之一李良年為妻。